# Protula media
Protula media är en ringmaskart som beskrevs av William Stimpson 1854. Protula media ingår i släktet Protula och familjen Serpulidae. Inga underarter finns listade i Catalogue of Life.